# Tesaurismosis
Tesaurimosis es un término genérico que designa a enfermedades que se caracterizan por una acumulación patológica de sustancias endógenas o exógenas en los tejidos producidas por un déficit enzimático.
Estas pueden ser clínicamente severas y progresivas caracterizadas por un déficit de la fosfotransferasa, que provoca la ausencia de M6P (Manosa 6-fosfato), con la subsiguiente falta de incorporación de hidrolasas en los lisosomas, que se acumularán en inclusiones y líquidos celulares.
Actualmente se denominan enfermedades por depósito lisosomal.
Algunas patologías genéticas lisosomales:
- Enfermedad de Hunter (afecta a mucopolisacáridos tipo II)
- Enfermedad de Hurler (afecta a mucopolisacáridos, por déficit de la alfa-l-iduronidasa)
- Enfermedad de Tay-Sachs (afecta a gangliósidos por déficit hexosaminidasa A)
- Enfermedad de Gaucher (afecta a esfingolípidos, déficit de glucosilceramida-beta-gluconidasa)

- Datos: Q1496114